# کازابلانکا، شهرستان استار، تگزاس
کازابلانکا، شهرستان استار (به انگلیسی: Casa Blanca) یک منطقهٔ مسکونی در ایالات متحده آمریکا است که در تگزاس واقع شده‌است. کازابلانکا، شهرستان استار ۵۴ نفر جمعیت دارد.